# Distretto di El Cenepa
Il distretto di El Cenepa è un distretto del Perù nella provincia di Condorcanqui (regione di Amazonas) con 8.513 abitanti al censimento 2007 dei quali 1.088 urbani e 7.425 rurali.
È stato istituito il 1º settembre 1941.

## Località
Il distretto è formato dall'unione delle seguenti località:
| - Huampami - Wee - Wachin - Tunim - Putuim - Ajuntaienntsa - Wichim - Uchi Numpatkaim - Sawientsa - Antiguo Kanam - Nuevo Mamayaque - Shaim - Teesh - Buchigikim | - Wawajin Entsa - Najem - Tunas - Paiza - Tseasim - Anexo pagata - Numpatkaim - Puerto Bichanak - Puerto Mori - La Banda - Anexa Aintami - Canga - Kubai | - Pijuayal - SuwaU - Panki - Bashuim - Paantam Entsa - Tsawantus - Jegkem - Shamatak Chico - Tutin - Wawaim - Tuwagentsa - Kumpin - Achu | - Achuim - San Antonio - Nueva Kanam - Pampa Entsa - Shamata Grande - Tutino - Mamayaque - Mamayakim - Saasa - Kayamas |